# Эль Сиркуло

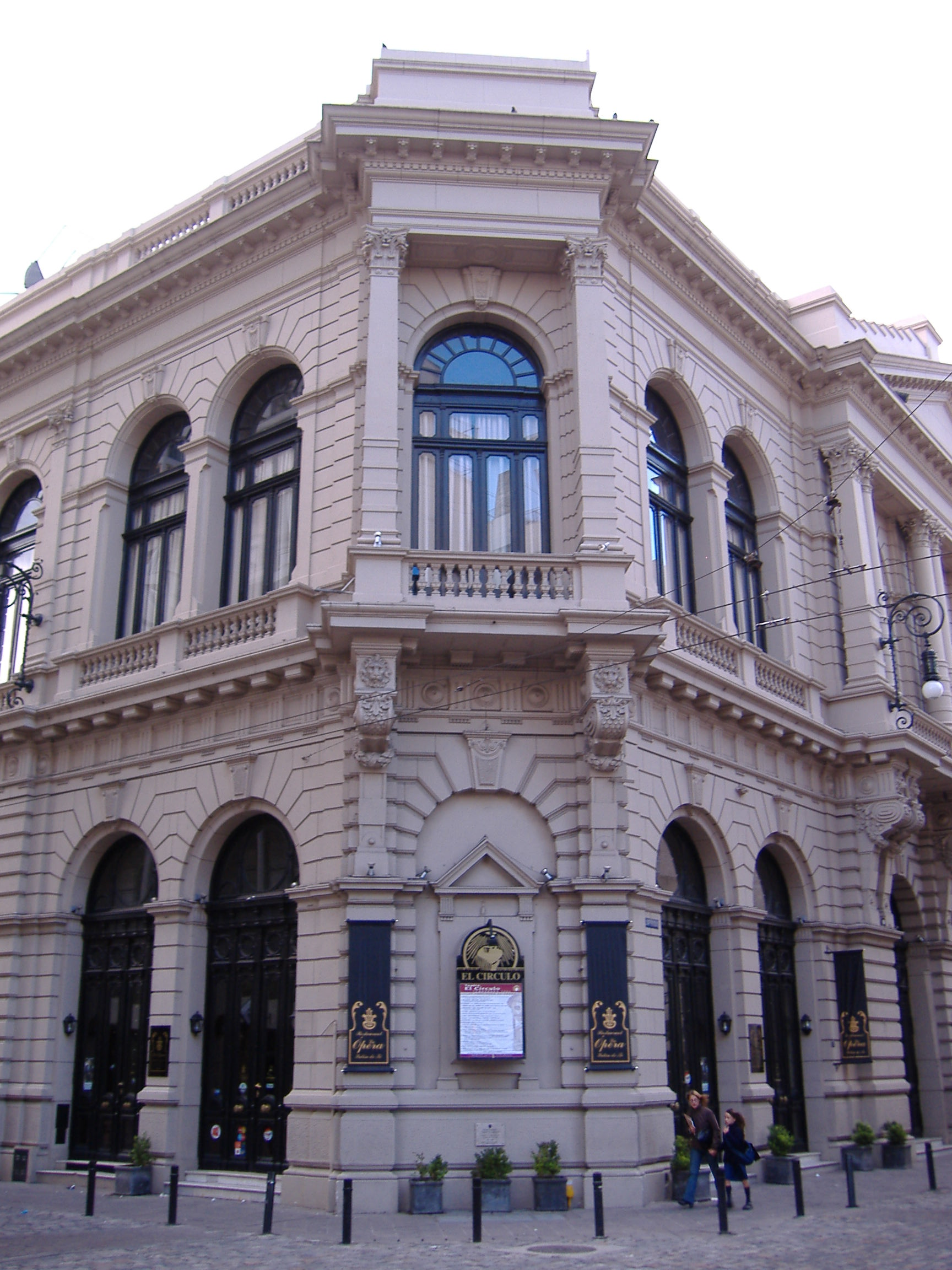
Вид на театр, на углу улиц Лаприда и Мендоса

Театр Эль Сиркуло (исп. Teatro El Círculo) — театр в городе Росарио (Аргентина).

## Описание
Театр Эль Сиркуло располагается недалеко от исторического центра Росарио, на пересечении улиц Лаприда и Мендоса. Проект театра, задумывавшегося как лирического (оперного), разрабатывался «Teatro La Ópera» Эмилио О. Шиффнера, который приобрёл одноимённое общество в 1889 году. Шиффнер заключил контракт с немецким инженером Георгом Гольдаммером, акустиком, внесшим изменения в первоначальный проект, и строительной компанией «Bianchi, Vila y Compañía». Из-за последствий, вызванных экономическими потрясениями 1890 года в стране, а также из-за долгов более раннего общества, театр был открыт лишь в 1903 году. Итальянские художники под руководством Луджи Левони украсили как интерьеры, так и экстерьер здания. Среди их творений выделялся сценический занавес работы Джузеппе Карминьяни, на котором были изображены сцены из древнегреческой мифологии, похожие на те, которые можно было обнаружить и в Театро Реджо (Парма, Италия). Театр Ла Опера открыт 4 июня 1904 года постановкой оперы Джузеппе Верди «Отелло».
В театре выступало множество артистов со всего мира, в том числе оперные певцы, артисты балета и оркестры. Энрико Карузо пел на его сцене в 1915 году и сравнил качество его акустики с уровнем акустики в Метрополитен-опере в Нью-Йорке.
После периода расцвета в начале XX века театр стал приходить в упадок, и к 1940 году городские власти активно рассматривали вопрос о его сносе. Заброшенные катакомбы под театром были преобразованы в Музей священного искусства в 1940 году, чтобы хранить там многочисленные работы аргентинского скульптора Эдуардо Барнеса. Культурная ассоциация «El Círculo de la Biblioteca» («Библиотечный круг»), ранее собиравшаяся в Аргентинской библиотеке и нуждавшаяся в другом месте для своих встреч, приобрела здание театра в 1943 году, сохранив его и изменив название на нынешнее.
Театр вмещает до 1450 человек, зрительный зал имеет пять ярусов мест для зрителей. Ныне Эль Сиркуло функционирует преимущественно как культурный центр. Театр подвергся реконструкции в преддверии своего 100-летия, отмечавшегося в 2004 году, и принимал у себя Третий международный конгресс испанского языка. Тротуары и две улицы у угла театра были преобразованы в нечто наподобие площади начала XX века со старыми фонарными столбами и булыжником, заменившим современный асфальт.

## Галерея

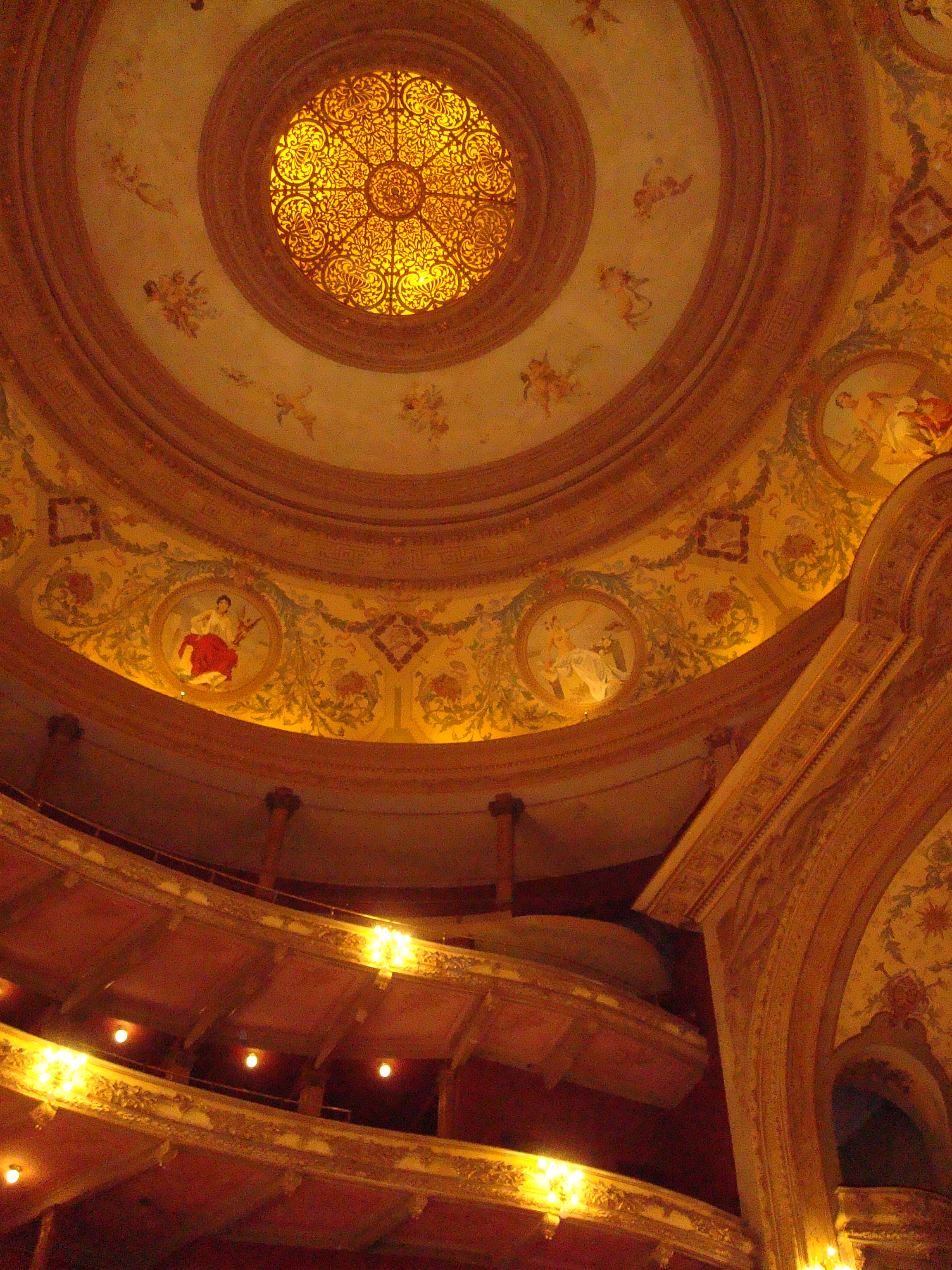
Потолок концертного зала
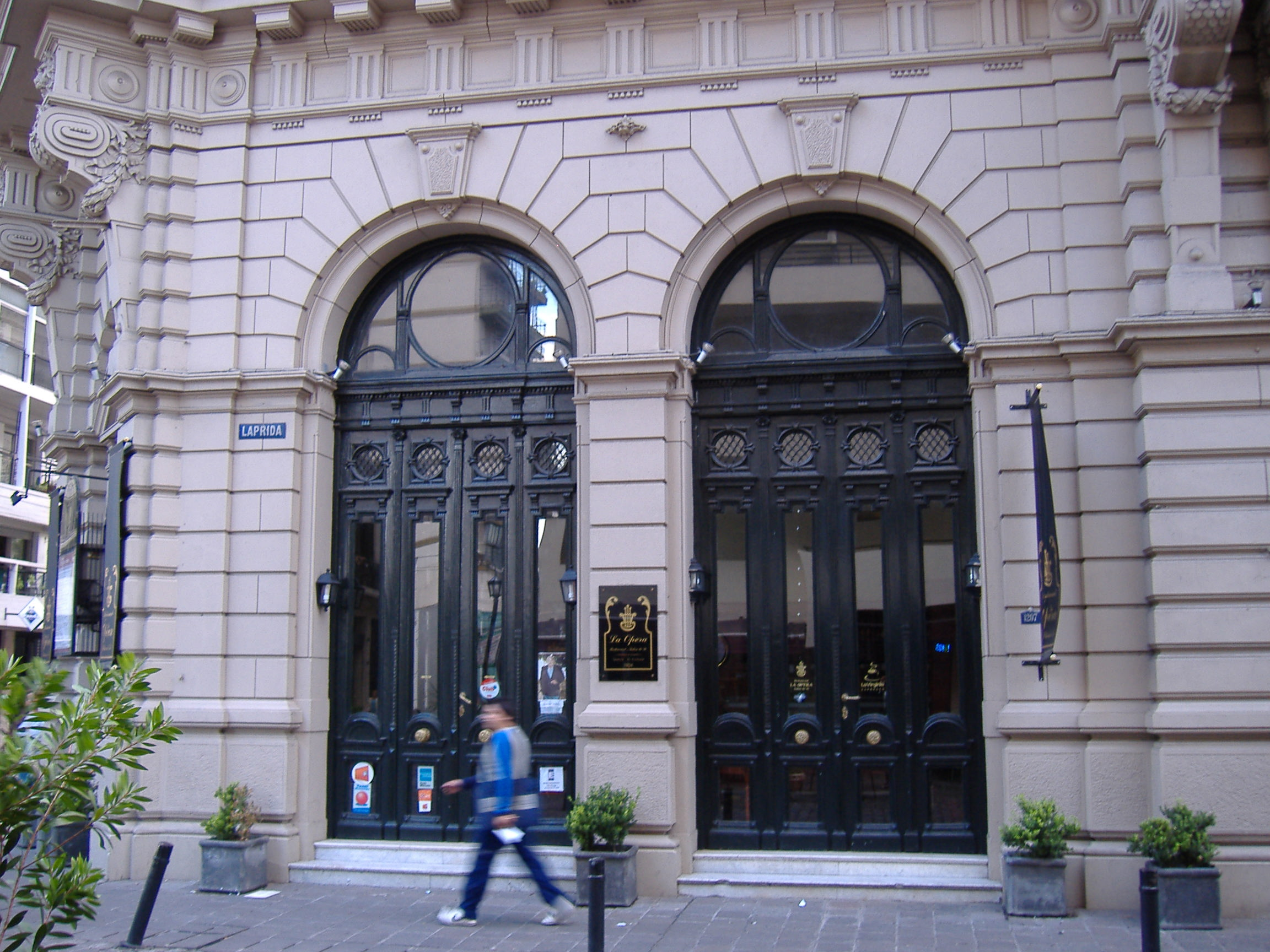
Вход в здание театра